# Valentín Vallhonrat
Valentín Vallhonrat és un fotògraf català. Estudia Ciències de la Informació. Des del 1986 col·labora com a fotògraf amb la revista Vogue en les seves edicions anglesa, italiana, alemanya, portuguesa i japonesa. Duu a terme múltiples campanyes publicitàries d'àmbit nacional i internacional. El 1990 se li concedeix el premi Cecil Beaton de fotografia. Als anys noranta realitza tiratges especialitzats de fotografia per a nombroses exposicions arreu del món. La seva obra ha estat exposada en museus com el Museu Espanyol d'Art Contemporani de Madrid, el Museu d'Art Contemporani de Sevilla, el Museu Nacional Centre d'Art Reina Sofia, The Museum Moscow House of Photography, el National Museum of Photography, Bradford, etc. La seva obra ha estat publicada en diversos llibres, catàlegs, revistes, etc. Des del 1996 està associat amb Rafael Levenfeld per a l'arxivament, la conservació i l'exposició de col·leccions fotogràfiques.